# Мегаизвержение
Мегаизвержение — мощное вулканическое извержение, достигающее 8 баллов по шкале VEI. Такие извержения характеризуются огромным объёмом выброшенного материала (не менее 1000 км³) и разрушительными последствиями не только для окружающей местности, но и для глобального климата. Вулканы, способные извергнуть такое количество породы, называются супервулканами. Мегаизвержения происходят не чаще одного раза в 10 000—50 000 лет, но каждое из них оставляет значительный след в истории Земли.

На Земле последнее такое извержение, по данным вулканологов, произошло 27 тысяч лет назад на Северном острове Новой Зеландии. Оно сформировало озеро Таупо. Было выброшено 1170 км³ вулканического материала. 

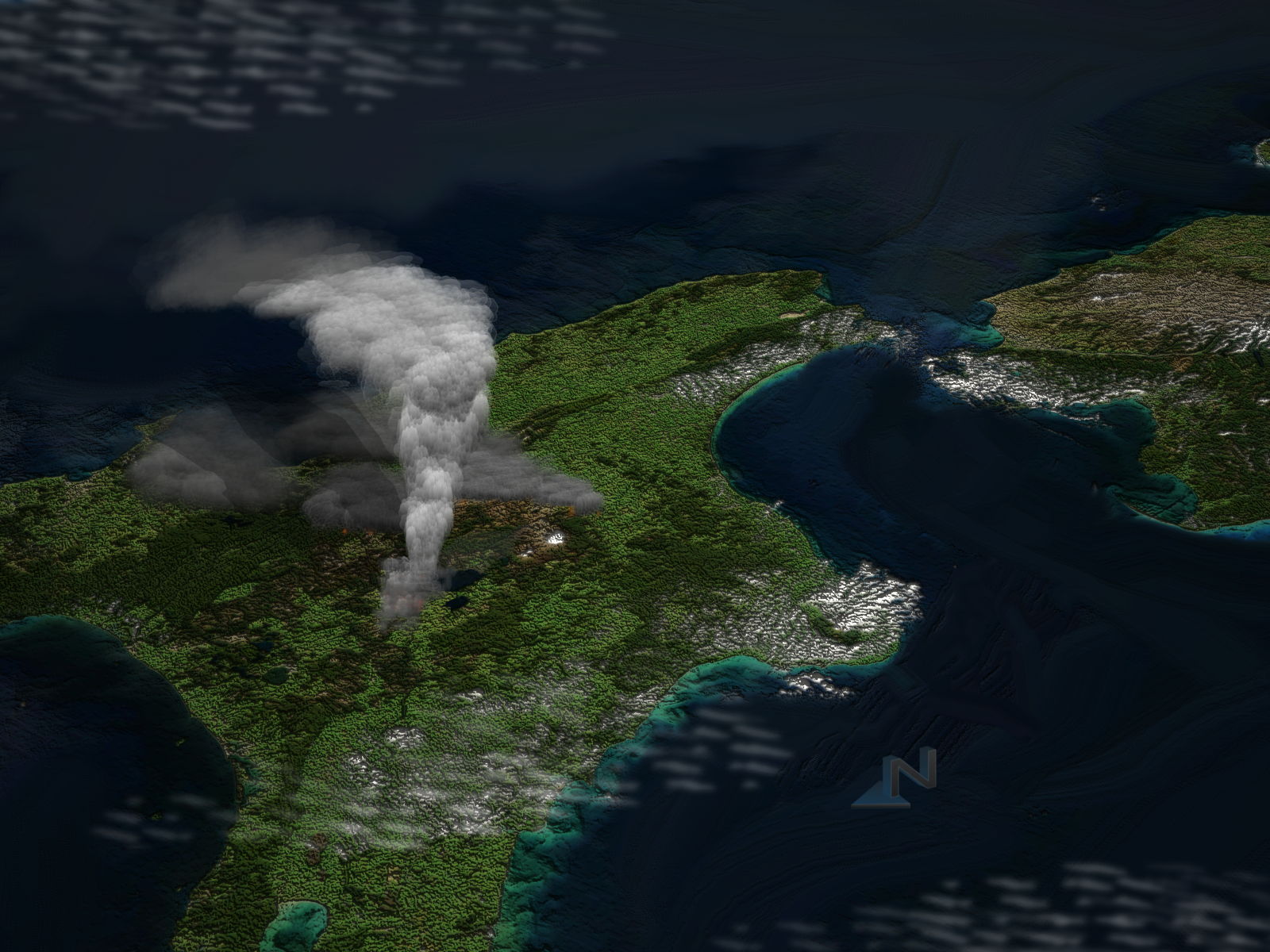
Извержение супервулкана Таупо 26500 лет назад

## Известные мегаизвержения
- ~26 500 лет назад — извержение супервулкана Таупо, Северный остров, Новая Зеландия. Объём изверженного материала составил примерно 1170 км³[3].
- ~74 000 лет назад — извержение супервулкана Тоба, Суматра, Индонезия. Объём выброшенной породы составил порядка 2800 км³. С этим извержением связывают резкое сокращение в этот отрезок времени численности различных видов живых существ, включая человека[4][5][6][7][8].
- ~254 000 лет назад — извержение кальдеры Вакамуру, Северный остров, Новая Зеландия[9].
- ~640 000 лет назад — извержение Йеллоустонской кальдеры (Лава-Крик Туф), Вайоминг, США. Извергнуто около 1000 км³ породы[10].
- ~2,1 млн лет назад — извержение Йеллоустонской горячей точки (кальдера Айленд-Парк), Айдахо/Вайоминг, США. Извергнуто 2500 км³ породы (туфовые отложения Хаклберри-Ридж)[11].
- 2,5 млн лет назад — Серро-Галан, Катамарка, Аргентина. Извергнуто 1050 км³ вулканического материала.
- 4 млн лет назад — кальдера Пакана, северная часть Чили. 2500 км³ изверженного материала[12].
- 4,5 млн лет назад — извержение Йеллоустонской горячей точки (Килгор-Тафф), Айдахо, США. 1800 км³ изверженной породы[13].
- 5,7 млн лет назад — Серро-Гауча, Боливия. Извергнуто 1300 км³ материала[14].
- 6,6 млн лет назад — извержение Йеллоустонской горячей точки (Блэктейл-Тафф), Айдахо, США. 1500 км³ изверженного материала[13].
- ~27,8 млн лет назад — кальдера Ла-Гарита (Фиш-Каньон-Тафф), Колорадо, США. Одно из самых крупных извержений в истории с объёмом изверженного материала ~5000 км³.

## Вероятность мегаизвержения в будущем
Наибольшая опасность в настоящее время исходит от Йеллоустонской кальдеры в США, которая не извергалась уже более 600 тыс. лет. Очередное извержение может начаться уже в наши годы. При самом худшем варианте развития событий, жертвами мегаизвержения Йеллоустонского супервулкана могут стать миллионы или даже миллиарды человек. Огромные пепловые тучи закроют Солнце на длительный период времени, что вызовет глобальное похолодание, наступит вулканическая зима. Наибольший урон от извержения понесут густонаселённые страны, вроде Китая и Индии, которые больше всего зависят от сельского хозяйства. Также опасность исходит от кальдеры Лонг-Валли, которая извергалась ~ 760 тыс. лет назад вместе с Йеллоустонским вулканом. Сейчас в кальдере наблюдается активная сейсмическая деятельность.